# Medalha de Ouro Kelvin
A Medalha de Ouro Kelvin (em inglês:  Kelvin Gold Medal) é um prêmio de engenharia britânico.
No relatório anual de 1914 foi relatado que o Lord Kelvin Memorial Executive Committee decidiu que o saldo de fundos restantes da construção de uma janela memorial na Abadia de Westminster deve ser dedicado a fornecer uma Medalha de Ouro Kelvin para marcar "uma distinção no trabalho de engenharia ou investigação" pelos presidentes de oito principais instituições britânicas de engenharia. Houve um atraso na concessão da primeira medalha devido à Primeira Guerra Mundial.
A medalha é concedida trianualmente desde 1920 por "serviços de destaque na aplicação da ciência à engenharia". A premiação é administrada pelo Institution of Civil Engineers (Reino Unido). O comitê de presidentes considera recomendações recebidas de órgãos similares de todas as partes do planeta. O primeiro recipiente foi William Unwin.

## Recipientes
| Ano  | Nome                     | Ref.                 | País           | Campo da Engenharia                                                                                                 |
| ---- | ------------------------ | -------------------- | -------------- | --- |
| 1920 | William Unwin            | [ 4 ] [ 2 ]          | Reino Unido    | Engenharia Civil |
| 1923 | Elihu Thomson            | [ 4 ] [ 5 ] [ 2 ]    | Estados Unidos | Engenharia Elétrica                                                                                                 |
| 1926 | Charles Algernon Parsons | [ 4 ] [ 2 ]          | Reino Unido    | Engenharia de Potência a Vapor                                                                                      |
| 1929 | André-Eugène Blondel     | [ 4 ] [ 5 ] [ 2 ]    | França         | Física |
| 1932 | Guglielmo Marconi        | [ 4 ] [ 5 ] [ 2 ]    | Itália         | Engenharia Elétrica e de Rádio                                                                                      |
| 1935 | John Ambrose Fleming     | [ 4 ] [ 6 ]          | Reino Unido    | Engenharia Elétrica                                                                                                 |
| 1938 | Joseph John Thomson      | [ 4 ] [ 5 ] [ 7 ]    | Reino Unido    | Física Subatômica                                                                                                   |
| 1941 | não concedida            | [ 2 ]                |                | |
| 1944 | não concedida            | [ 2 ]                |                | |
| 1947 | Frank Whittle            | [ 4 ] [ 5 ] [ 2 ]    | Reino Unido    | |
| 1950 | Theodore von Kármán      | [ 4 ] [ 5 ]          | Hungria        | Engenharia Aeroespacial                                                                                             |
| 1953 | Jack Mackenzie           | [ 4 ] [ 8 ]          | Canadá         | Engenharia Atômica                                                                                                  |
| 1956 | John Cockcroft           | [ 4 ] [ 9 ]          | Reino Unido    | Física Atômica |
| 1959 | Geoffrey Ingram Taylor   | [ 10 ] [ 4 ]         | Reino Unido    | Dinâmica dos Fluidos                                                                                                |
| 1962 | Edward Appleton          | [ 11 ]               | Reino Unido    | |
| 1965 | Harold Hartley           |                      | Reino Unido    | Química Física e Mineralógica                                                                                       |
| 1968 | Barnes Wallis            |                      | Reino Unido    | Engenharia Marítima                                                                                                 |
| 1971 | The Lord Penny           | [ 12 ]               | Reino Unido    | Energia Atômica |
| 1974 | Charles Stark Draper     | [ 13 ]               | Estados Unidos | Teoria do Controle                                                                                                  |
| 1977 |                          |                      |                | |
| 1980 |                          |                      |                | |
| 1983 |                          |                      |                | |
| 1986 | Alan Cottrell            | [ 14 ] [ 15 ]        | Reino Unido    | Metalurgia |
| 1989 | John Burland             | [ 14 ] [ 16 ] [ 17 ] | África do Sul  | Mecânica dos Solos                                                                                                  |
| 1992 | Bernard Crossland        | [ 14 ]               | Reino Unido    | Engenharia Mecânica                                                                                                 |
| 1995 | William Bonfield         | [ 18 ]               | Reino Unido    | Materials science                                                                                                   |
| 1998 | Duncan Dowson            | [ 19 ]               | Reino Unido    | Lubrificação Tri-Elasto-Hidrodinâmica; Bio-Tribologia                                                               |
| 2001 |                          |                      |                | |
| 2004 | David Neil Payne         | [ 20 ]               | Reino Unido    | Pesquisa em fotônica, e suas aplicações para produzir diversos dos avanços chave em comunicação por fibras ópticas. |
| 2007 |                          |                      |                | |
| 2010 |                          |                      |                | |
| 2013 | Peter Davies             | [ 21 ]               | Reino Unido    | Disciplina de Mecânica dos Fluidos, particularmente Mecânica dos Fluidos Ambiental                                  |